# 1995 QM2
1995 QM2 är en asteroid i huvudbältet som upptäcktes den 25 augusti 1995 av de båda japanska astronomerna Takeshi Urata och Yoshisada Shimizu vid Nachi-Katsuura-observatoriet.
Den tillhör asteroidgruppen Agnia.